# Dīmītrīs Zīsīs
Dīmītrīs Zīsīs (in greco Δημήτρης Ζήσης?; Prevesa, 2 aprile 1994) è un pallavolista greco, libero del Panathīnaïkos.

## Carriera

### Club
Dīmītrīs Zīsīs muove i primi passi nel pallavolo all'interno del club della sua città natale, il Prevezas: diventa professionista nella stagione 2012-13, quando viene ingaggiato dal Panathīnaïkos, col quale debutta in Volley League. Nel seguente biennio difende i colori del Pamvochaïkos, mentre nel campionato 2015-16 approda al Foinikas Syro, col quale si lega per tre stagioni e ottiene un riconoscimento come miglior libero. Torna quindi in forza al Panathīnaïkos nella stagione 2018-19, conquistando in un biennio uno scudetto e una Coppa di Lega.
Approda all'Olympiakos nel campionato 2020-21 e vi resta per due annate, aggiudicandosi un altro scudetto e venendo premiato come miglior libero, iniziando quindi nella stagione 2022-23 la sua terza esperienza al Panathīnaïkos, con cui conquista la Supercoppa greca.

### Nazionale
Con la nazionale greca under 19 partecipa al campionato europeo 2011 e al XI Festival olimpico estivo della gioventù europea. Con l'under 20 è invece di scena al campionato europeo 2012, mentre con l'under 21 prende parte alle qualificazioni europee al campionato mondiale 2013.
Nel 2014 fa il suo debutto in nazionale maggiore durante un incontro della fase a gironi di European League: con la selezione ellenica, in seguito, conquista il bronzo ai XVIII Giochi del Mediterraneo e l'argento alla European Silver League 2019.

## Palmarès

### Club
- Campionato greco: 2

2019-20, 2020-21
- Coppa di Lega: 1

2019-20
- Supercoppa greca: 1

2022

### Nazionale (competizioni minori)
- Giochi del Mediterraneo 2018
- European Silver League 2019

### Premi individuali
- 2018 - Volley League: Miglior libero
- 2021 - Volley League: Miglior libero